# Victor Rabinowitz
Pour les articles homonymes, voir Rabinowitz.
Victor Rabinowitz (2 juillet 1911 - 16 novembre 2007) est un avocat gauchiste américain actif près de 75 ans, dont les causes et  clients inclurent des puissants syndicats américain, des membres de l’organisation des Black Panthers, Dashiell Hammett et le Dr. Benjamin Spock.
Pendant presque toute sa carrière, il fit équipe avec l’avocat Leonard B. Boudin (†1989) pour défendre des clients comme Julian Bond, Daniel Ellsberg, Paul Robeson, le révérend Philip Berrigan, Rockwell Kent et Alger Hiss.